# 西奧爾頓 (密蘇里州)
西奧爾頓（英語：West Alton）是位於美國密蘇里州聖查爾斯縣的城市。

## 人口
根據2020年美國人口普查的數據，西奧爾頓的面積為96.02平方千米，當中陸地面積為74.62平方千米，而水域面積為21.40平方千米。當地共有人口359人，而人口密度為每平方千米4人。